# 카를레스 부스케츠
카를레스 부스케츠는 현재 FC 바르셀로나 골키퍼 코치이자, 현재 바르샤에서 수비형 미드필더로 활약하고있는 세르지오 부스케츠의 아버지이다.
과거 FC 바르셀로나에서 골키퍼로 활약하였다.